# Louis François Foucher de Careil

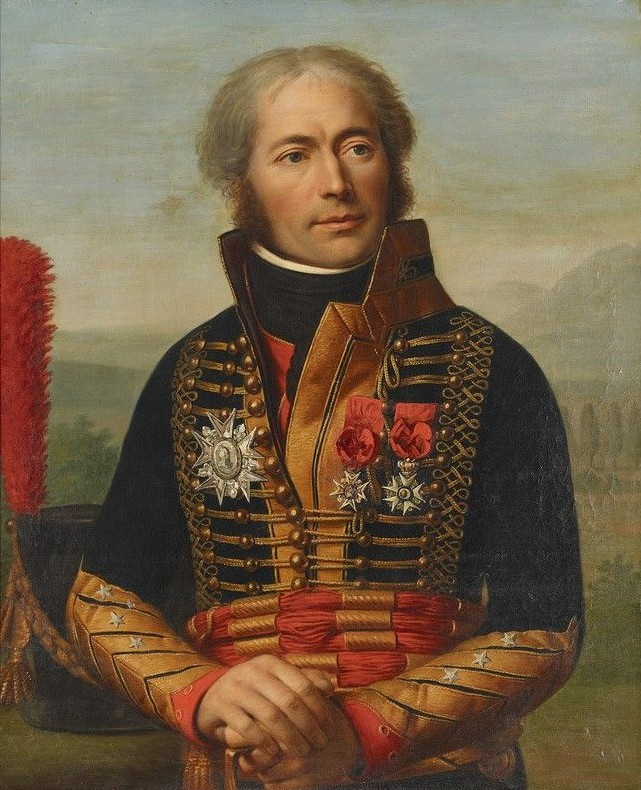
Louis François Foucher de Careil

Louis François Foucher Comte de Careil (* 18. Februar 1762 in Guérande; † 22. August 1835 in Garches) war ein französischer Général de division der Artillerie. 

## Leben
Am 1. September 1781 trat Fouche de Careil als Kadett seinen Dienst an der École d’application de l’artillerie et du génie in der Festung Metz an. 
Er kämpfte in der Schlacht bei Austerlitz (2. Dezember 1805), der Schlacht bei Jena und Auerstedt (14. Oktober 1806) und in den napoleonischen Kriegen in Spanien (1808). Während des Russlandfeldzugs wurde er in der Schlacht bei Borodino (7. September 1812) verwundet. 
Als Napoleon abgedankt hatte, diente Foucher de Careil König Ludwig XVIII. erst als Lieutenant du roi, später dann als Commissaire du roi. Als solcher vertrat er den französischen König bei den Verhandlungen mit der Stadt Hamburg (s. a. Hamburger Franzosenzeit).
Später gab Foucher de Careil alle seine Ämter und Posten zurück und ließ sich in Garches nieder. Er starb am 22. August 1835 im Alter von 73 Jahren und fand dort auch seine letzte Ruhestätte.

## Ehrungen
- 1813 Grand Officier der Ehrenlegion
- 1813 baron de l’émpire
- Sein Name findet sich am östlichen Pfeiler (11. Spalte) des Triumphbogens am Place Charles-de-Gaulle (Paris).